# Tircine
Tircine là một đô thị thuộc tỉnh Saïda, Algérie. Dân số thời điểm năm 2002 là 6.307 người.